# Spandau Ballet
Spandau Ballet e легендарна британска група, основана през 1979 г., която през 80-те години на ХХ век си съперничи с друга британска група – Duran Duran, за привличане на вниманието на американската и европейската публика.
През годините групата криволичи между няколко музикални стила, като започва със синтпоп, през 1981 г., завива рязко и започва да се представя в стила на романтичната поп музика, търсейки интерес в най-широката аудитория с The New Romantics („Новата романтика“), по-късно свирят ню Уейв и поп рок.
Групата съществува от 1976 до 1989 година, когато обявява раздялата си. През 2005 г. между членовете на групата са проведени разговори и множество срещи, в които се е преговаряло за възможността групата отново да се събере, за да зарадва множеството си фенове по света (музиканти многократно се съдят в миналото относно авторските права), но неуспешно.
През 2009 година групата се събира отново, като на 25 септември същата година издават първия си от 20 години нов албум, наречен „Once More“. През 2019 г. групата окончателно се разпада.

## История
Групата е сформирана през 1976 г. и първоначално е наречена „The Cut“, от Гари Кемп и Стив Норман. Кемп и Норман били близки приятели, тъй като споделяли сходни интереси в музиката, като скоро възниква идея за сформиране на група. Към тях се присъединява техния съученик Джон Кибли, които се среща с Норман, в стаята в която се съхранявали барабаните на училището. Скоро те редовно репетират в обедните почивки. Джон е последван от басиста Майкъл Елисън. Тони Хадли, който също е познат на Норман, скоро става вокалист на групата.
След няколко месеца, Ричард Милър заменя Майкъл Елисън като басист, преди брата на Кемп – Мартин Кемп, най-накрая поема ролята, присъединявайки се към групата, няколко години по-късно. По това време групата вече има опит в свиренето на живо, предимно в клубове. Стив Кама, приятел на повечето членове на групата, скоро е поканен от Стив Норман и Гари Кемп да ги менажира. Той става неразделна част от групата.

## Състав
- Тони Хедли – вокал
- Стив Норман – китара, саксофон, перкусии
- Мартин Кемп – бас китара
- Джон Кибли – ударни инструменти
- Гари Кемп – китара

## Дискография

### Студийни албуми
- Journeys to Glory (1981)
- Diamond (1982)
- True (1983)
- Parade (1984)
- Through the Barricades (1986)
- Heart Like a Sky (1989)
- Once More (2009)